# Söderberg (släkter)
Efternamnet Söderberg bärs av många släkter utan samband med varandra. Två av dessa redovisas här, författaren Hjalmar Söderbergs släkt och finansfamiljen Söderberg med verksamheter som Söderberg & Haak AB och Ratos.

## Författaren Hjalmar Söderbergs släkt
Författaren Hjalmar Söderbergs släkt har utretts av genealogen Pontus Möller. Äldste kände anfader med namnet Söderberg är skräddaren Olof Söderberg (1722–1789), som var Hjalmar Söderbergs farfars farfar och som bodde i Sånga socken, nuvarande Ekerö kommun. Skräddaryrket gick sedan i arv till en son och till en sonson. Den senare etablerade sig i Stockholm och var far till Hjalmar Söderbergs far, Anders Fredrik Söderberg (1833–1900), som var notarie i Kammarkollegium. Hjalmar Söderberg hade en ogift äldre syster, Frida Söderberg (1866–1926), som var ämneslärare i tyska i Karlskrona.

### Släktträd (urval)
- Hjalmar Söderberg (1869–1941), författare
- + Märta Söderberg, född Abenius (1871–1932), gift med Hjalmar Söderberg 1899–1917
  - Dora Söderberg (1899–1990), skådespelare
  - + Rune Carlsten (1890–1970), regissör, manusförfattare och skådespelare, gift med Dora Söderberg från 1925
    - Rolf Carlsten (1926–2015), regissör och skådespelare

  - Tom Söderberg (1900–1991), historiker, publicist och skolman
  - Mikael Söderberg (1903–1931), författare
  - + Eugénie Söderberg (1903–1973), journalist, författare och översättare, gift med Mikael Söderberg 1927–1931, utvandrade senare till USA
- + Emelie Voss Söderberg (1876–1957), från Danmark, gift med Hjalmar Söderberg från 1917
  - Betty Söderberg (1910–1993), skådespelare
  - + Hakon Stangerup (1908–1976), litteraturhistoriker, professor, gift med Betty Söderberg
    - Henrik Stangerup (1937–1998), författare
    - Helle Stangerup (1939–2015), författar
    - Cajsa Carlsten född 1959

## Finansfamiljen Söderberg
Den först redovisade i denna familj, Per Söderberg, föddes 1835 i Åmål, men familjen har sedan främst haft sin verksamhet i Stockholm, där Per Söderberg 1866 startade stålgrossistföretaget Söderberg & Haak. Detta var verksamt fram till 1970-talets omstrukturering av den svenska stålindustrin. Bröderna Ragnar och Torsten Söderberg, sonsöner till grundaren, etablerade 1934 holdingbolaget Ratos AB, som börsnoterades 1954. De lade vidare 1960 grunden till Ragnar Söderbergs, respektive Torsten Söderbergs stiftelser som ger bidrag till vetenskaplig forskning.
Efter avyttringen av stålrörelsen och en omstrukturering på 1990-talet är Ratos ett riskkapitalföretag, där medlemmar av familjen Söderberg har stort inflytande.

### Släktträd (urval)
- Per Söderberg (1836–1881), grosshandlare, grundade 1866 Söderberg & Haak AB
  - Olof A Söderberg (1872–1931), generalkonsul, företagsledare
    - Torsten Söderberg (1894–1960), företagsledare och donator, etablerade Ratos
      - Edvard Söderberg (direktör) (1938–2010), direktör för Torsten och Ragnar Söderbergs stiftelser

    - Ragnar Söderberg (1900–1974), företagsledare och donator, etablerade Ratos
      - Johan Söderberg (ekonom) (1926–2011), VD för Söderberg & Haak AB
        - Jakob Söderberg (född 1957), finansman med egna företag

      - Erik Söderberg (ekonom) (1926–2009), VD för Ratos och Nordiska kompaniet
        - Jan Söderberg (född 1956), entreprenör med egna företag i plastbranschen, huvudägare i Ratos[2]

      - Sven Söderberg (direktör) (1928–2004) VD för söderberg & Haak och Ratos
        - Per-Olof Söderberg (född 1955), medgrundare av Söderberg & Partners, storägare i Ratos

      - Barbro Montgomery (född 1930), gift med Henry Montgomery (1927-2010), kammarrättspresident

### Företag  och stiftelser
- Ratos AB
- Söderberg & Haak AB
- Söderberg & Partners
- Ragnar Söderbergs stiftelse
- Torsten Söderbergs stiftelse

### Prisbelöningar
- Söderbergska priset
- Söderbergska handelspriset
- Torsten och Wanja Söderbergs pris

### Donationsprofessurer vid Handelshögskolan i Stockholm
- Olof A Söderbergs professur
- Ragnar Söderbergs professur i ekonomi
- Ragnar Söderbergs professur i nationalekonomi
- Torsten och Ragnar Söderbergs professur i företagsekonomi